# بنیاد معارف ترکیه
بنیاد معارف ترکیه (به ترکی استانبولی: Türkiye Maarif Vakfı) به اختصارTMF تحت قانون شماره ۶۷۲۱ برای ارائه آموزش رسمی و غیررسمی و اعطای بورسیه تحصیلی در کلیه فرآیندهای آموزشی از پیش دبستانی تا تحصیلات دانشگاهی، برای ایجاد امکانات مانند سازمان های آموزشی، خوابگاه‌ها، تربیت مربیان جهت فعالیت در این آموزشگاه‌ها از جمله آموزشگاه‌های داخلی، انجام تحقیقات علمی و انجام مطالعات تحقیق و توسعه، انتشار آثار دانشگاهی و توسعه روشها و انجام سایر فعالیت‌های آموزشی تاسیس شده است.

## درباره
در نتیجه ارتباط‌های رسمی با ۱۰۴ کشور جهان، دفاتر نمایندگی در ۵۲ کشور افتتاح شده و فعالیت ها در ۶۷ کشور انجام می شود. بنیاد معارف ترکیه دارای ۹ مرکز آموزشی در افغانستان، آلمان، اتریش، فرانسه، کوزوو، بلاروس و بلژیک است. یک دانشگاه در آلبانی؛ و ۴۲ خوابگاه در سراسر جهان. فعالیت های آن در ۳۲۲ مدرسه، دانشگاه و مرکز آموزشی در ۴۳ کشور با مجموع حدود ۴۰هزار دانش‌آموز ادامه دارد. این بنیاد در مجموع ۷۳۲۷ کارمند در خارج از کشور، از جمله ۴۰۵ شهروند ترکیه را دارد. جدای از فعالیت‌های آموزشی فعلی،  ۶۵ پروتکل مختلف برای افتتاح مدارس جدید امضا شده است.
بنیاد معارف ترکیه به عنوان دروازه‌ای به عرصه آموزشی بین المللی ترکیه عمل می کند که به تقویت تعامل فرهنگی و تمدنی کمک می‌کند و راه را برای دستیابی به رفاه مشترک هموار می کند. همراه با وزارت آموزش ملی ، TMF که توسط قانون مصوب ۱۷ژوئن ۲۰۱۶توسط پارلمان ترکیه تأسیس شد، تنها نهاد مجاز به ارائه خدمات آموزشی در خارج از کشور است. به عنوان یک بنیاد آموزشی عمومی غیرانتفاعی، TMF حق دارد موسسات را از پیش دبستانی تا آموزش عالی اداره کند. 